# 29 août en sport
29 juillet 29 septembre
Chronologies thématiques
- Croisades
- Ferroviaires
- Disney

Le 29 août (241e jour de l'année ou 242e en cas d'année bissextile) en sport.

## Événements

### XIXesiècle
- 1880 :
  - (Baseball) : premier match de baseball au Polo Grounds de New York.
- 1882 :

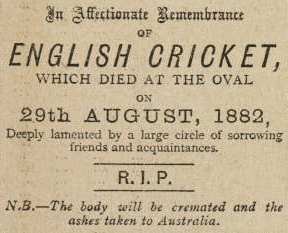
Sporting Times

  - (Cricket) : Sporting Timestest match de l’équipe d’Australie de cricket en Angleterre. L’Australie bat l’Angleterre par 7 runs. Cette victoire historique des Aussies est à l’origine du défi nommé « Ashes » entre Australiens et Anglais en référence à l’article publié dans le Sporting Times sous forme d’annonce de décès : En souvenir affectueux du Cricket Anglais, qui est mort sur le terrain de l’Oval le 29 août 1882, pleuré par tous ces nombreux amis et connaissances, repose en paix. NB : le corps sera incinéré et les cendres (ashes) seront transportées en Australie.
- 1885 :
  - (Boxe) : dans le Parc de Chester, à Cincinnati, l'Américain John L. Sullivan bat en six rounds son compatriote Dominick McCaffrey selon les nouvelles règles codifiées par le marquis de Queensberry. Sullivan conserve son titre jusqu'en 1892 [1].

### XXesièclede1901à1950
- 1948 :
  - (Sport automobile) : Grand Prix automobile d'Albi.

### XXesièclede1951à2000
- 1976 :
  - (Formule 1) : Grand Prix automobile des Pays-Bas.
  - (Rallye automobile) : arrivée du Rallye de Finlande.
- 1982 :
  - (Formule 1) : Grand Prix automobile de Suisse.
  - (Rallye automobile) : arrivée du Rallye de Finlande.
- 1983 :
  - (Jeux panaméricains) : à Caracas, clôture de la neuvième édition des Jeux panaméricains.
- 1993 :
  - (Formule 1) : Grand Prix automobile de Belgique.
- 1999 :
  - (Formule 1) : Grand Prix automobile de Belgique.

### XXIesiècle
- 2002 :
  - (Natation) : lors de la dernière journée des championnats pan-pacifiques, disputés à Yokohama, le record du monde de natation messieurs du 4 × 100 mètres 4 nages est battu par le relais des États-Unis, composé d'Aaron Peirsol, Brendan Hansen, Michael Phelps et Jason Lezak, qui établit une nouvelle marque de 3 min 33 s 48.
- 2004 :
  - (Formule 1) : le pilote allemand Michael Schumacher est sacré pour la 7e fois champion du monde à l'issue du Grand Prix automobile de Belgique disputé sur le Circuit de Spa-Francorchamps.
- 2010 :
  - (Formule 1) : Grand Prix de Belgique.
- 2015 :
  - (Athlétisme /Championnats du monde) : dans l'épreuve du 5 000 mètres hommes, victoire du Britannique Mohamed Farah. Sur le relais 4 × 100 mètres hommes, victoire des Jamaïcains Rasheed Dwyer, Nesta Carter, Asafa Powell, Nickel Ashmeade et Usain Bolt. Sur le 50 km marche hommes, victoire du Slovaque Matej Tóth. Sur le lancer de disque hommes, victoire du Polonais Piotr Małachowski. Sur le décathlon, victoire de l'Américain Ashton Eaton qui améliore son propre record du monde avec un total de 9 045 points. Sur le 800 mètres femmes, victoire de la Biélorusse Maryna Arzamasava. Sur le relais 4 × 100 mètres femmes, victoire des Jamaïcaines Kerron Stewart, Sherone Simpson, Veronica Campbell-Brown, Natasha Morrison, Elaine Thompson et Shelly-Ann Fraser-Pryce. Sur le saut en hauteur femmes, victoire de la Russe Mariya Kuchina.
  - (Cyclisme sur route /Tour d'Espagne) : le belge Jasper Stuyven s'impose dans l'étape du jour et le Colombien Esteban Chaves conserve le maillot rouge.
  - (Judo /Championnats du monde) : dans la catégorie des +78 kg femmes, victoire de la Chinoise Yu Song, dans la catégorie des -100 kg hommes, victoire du Japonais Ryūnosuke Haga puis dans celle des +100 kg hommes, victoire du Français Teddy Riner.
- 2016 :
  - (Cyclisme sur route /Tour d'Espagne) : sur la 10e étape du Tour d'Espagne 2016, victoire du Colombien Nairo Quintana qui s'empare du maillot de leader.
  - (Football /OM) : le club de football de l'Olympique de Marseille est repris par l'entrepreneur américain Frank McCourt. Cet homme d'affaires américain est l'ancien propriétaire des Los Angeles Dodgers (baseball)[2].
  - (Tennis /Grand Chelem) : début du tournoi de tennis professionnel de l'US Open qui se terminera le 11 septembre 2016. c'est le dernier tournoi du Grand Chelem de l'année.
- 2017 :
  - (Cyclisme sur route /Tour d'Espagne) : sur la 10e étape du Tour d'Espagne 2017, qui relie Caravaca de la Cruz à ElPozo sur une distance de 165 kilomètres, victoire de l'italien Matteo Trentin. Le Britannique Christopher Froome conserve le maillot rouge.
  - (Judo /Mondiaux) : sur la 2e journée des Championnats du monde de judo, chez les dames, en -52 kg, victoire de la Japonaise Ai Shishime, et chez les hommes, en -66 kg, victoire du Japonais Hifumi Abe.
- 2018 :
  - (Cyclisme sur route /Tour d'Espagne) : sur la 5e étape du Tour d'Espagne qui relie Grenade et Roquetas de Mar, sur un parcours de 188 kilomètres, victoire de l'Australien Simon Clarke. Le Français Rudy Molard prend le maillot rouge.
- 2020 :
  - (Cyclisme sur route /Tour de France) : début de la 107e édition du Tour de France qui était initialement prévu pour se tenir du 27 juin au 19 juillet 2020, il est reporté en raison de la pandémie de Covid-19 et part de Nice ce jour pour se terminer le 20 septembre à Paris, sur l'avenue des Champs-Élysées. Pour la première fois depuis la fin de la Seconde Guerre mondiale, le Tour n'a pas lieu pendant le mois de juillet[3]. C'est le Norvégien Alexander Kristoff qui remporte la 1re étape et qui prend le maillot jaune.
- 2021 :
  - (Compétition automobile /Formule 1) : sur le Grand Prix automobile de Belgique, disputé sur le Circuit de Spa-Francorchamps, victoire du Néerlandais Max Verstappen devant le Britannique George Russell et son compatriote Lewis Hamilton complète le podium.
  - (Compétition motocycliste /Formule 1) : sur le Grand Prix moto de Grande-Bretagne comptant pour le Championnat du monde de vitesse moto, victoire du Français Fabio Quartararo en MotoGP, de l'Australien Remy Gardner en moto2 et de l'Italien Romano Fenati en moto3.
  - (Cyclisme sur route /Tour d'Espagne) : sur la 15e étape du Tour d'Espagne qui se déroule entre Navalmoral de la Mata et El Barraco, sur une distance de 197,5 km, victoire du Polonais Rafał Majka. Le Norvégien Odd Christian Eiking conserve le maillot rouge.
- 2023 :
  - (Cyclisme sur route /Tour d'Espagne) : sur la 4e étape du Tour d'Espagne qui se déroule entre Andorre-la-Vieille en Andorre et Tarragone en Catalogne sur une distance de 183,4 km, victoire de l'Australien Kaden Groves. Le Belge Remco Evenepoel conserve le maillot rouge.
- 2024 :
  - (Cyclisme sur route /Tour d'Espagne) : sur la 12e étape du Tour d'Espagne qui se déroule entre Ourense Termal et Manzaneda en Galice, sur une distance de 137,5 km, victoire de l'Espagnol Pablo Castrillo au sprint. L'Australien Ben O'Connor conserve le Maillot rouge.
  - (Jeux paralympiques d'été /Jeux de Paris) : 1er jour de compétition des Jeux paralympiques.

## Naissances

### XIXesiècle
- 1842 :
  - Alfred Shaw, joueur de cricket anglais. (7 sélections en Test cricket). († 16 janvier 1907).
- 1882 :
  - André Renaux, footballeur français. (1 sélection en équipe de France). († 27 mai 1924).
- 1885 :
  - Ugo Sivocci, pilote de courses automobile italien. († 8 septembre 1923).

### XXesièclede1901à1950
- 1901 :
  - Aurèle Joliat hockeyeur sur glace canadien. († 2 juin 1986).
  - Roger Pelé, athlète de fond français. († 30 mars 1982).
- 1905 :
  - Dhyan Chand, hockeyeur sur gazon indien. Champion olympique aux Jeux d'Amsterdam 1928, aux Jeux de Los Angeles 1932 puis aux Jeux de Berlin 1936. († 3 décembre 1979).
- 1908 :
  - Michel Lauri, footballeur argentin puis français. (10 sélections avec l'équipe d'Argentine et 1 avec celle de France. († 26 septembre 1994).
- 1909 :
  - Cliff Britton, footballeur puis entraîneur anglais. (9 sélections en équipe nationale). († 1er décembre 1975).
- 1912 :
  - Son Ki-chong, athlète de fond sud-coréen-japonais. Champion olympique du marathon aux Jeux de Berlin 1936. († 15 novembre 2002).
- 1919 :
  - Francis Schewetta, athlète de sprint français. Médaillé d'argent du  relais 4 × 400 m aux Jeux de Londres 1948. († 8 octobre 2007).
- 1923 :
  - Antonio Pucci, pilote de courses automobile italien. († 15 juillet 2009).
- 1933 :
  - Dick Hemric, basketteur américain. († 3 août 2017).
- 1938 : 
  - Gerry Byrne, footballeur anglais. Champion du monde de football 1966. (2 sélections en équipe nationale). († 28 novembre 2015).
- 1940 :
  - Wim Ruska, judoka néerlandais. Champion olympique des +93 kg et toutes catégories aux Jeux de Munich 1972. Champion du monde de judo des +93 kg 1967 et 1971. Champion d'Europe de judo des +93 kg 1966 et 1967, des +93 kg et toutes catégories 1969, des +93 kg 1971 puis des +93 kg et toutes catégories 1972. († 14 février 2015).
- 1941 :
  - Ole Ritter, cycliste sur route danois.
- 1945 :
  - Jean Ragnotti, pilote de rallye automobile français. (3 victoires en rallye).
  - Wyomia Tyus, athlète de sprint américaine. Championne olympique du 100m et médaillée d'argent du relais 4 × 100 m aux Jeux de Tokyo 1964 puis championne olympique du 100m et du relais 4 × 100 m aux Jeux de Mexico 1968.
- 1946 :
  - Bob Beamon, athlète de sauts en longueur américain. Champion olympique aux Jeux de Mexico 1968. Détenteur du Record du monde du Saut en longueur (8,90 m) du 18 octobre 1968 au 30 août 1991.
  - Warren Jabali, basketteur américain. († 13 juillet 2012).
- 1947 :
  - James Hunt, pilote de F1 anglais. Champion du monde de Formule 1 1976. (10 victoires en Grand Prix). († 15 juin 1993).

### XXesièclede1951à2000
- 1952 :
  - Falk Hoffmann, plongeur est-allemand puis allemand. Champion olympique de la plateforme 10 mètres aux Jeux de Moscou 1980. Champion d'Europe de plongeon du tremplin de 3 m 1977.
- 1953 :
  - Richard Harding, joueur de rugby à XV anglais. (12 sélections en équipe nationale).
- 1955 :
  - Frank Hoste, cycliste sur route belge. Vainqueur de Gand-Wevelgem 1982 et des Quatre Jours de Dunkerque 1982.
- 1956 :
  - Bábis Xanthópoulos, footballeur grec. (27 sélections en équipe nationale).
- 1957 :
  - Severino Bottero, entraîneur de ski italien. († 2 janvier 2006).
- 1970 :
  - Jacco Eltingh, joueur de tennis néerlandais.
- 1973 :
  - Olivier Jacque, pilote de moto français. Champion du monde de moto 250 cm³ 2000.
  - Thomas Tuchel, footballeur puis entraîneur allemand.
- 1978 :
  - Déborah Anthonioz, snowboardeuse française. Médaillée d'argent du cross aux jeux de Vancouver 2010.
  - Nicolas Delmotte, cavalier de saut d'obstacles français.
  - Paul Nagle, copilote de courses de rallyes automobile irlandais. (5 victoires en rallyes).
- 1979
  - Stijn Devolder, coureur cycliste belge, Vainqueur du Tour des Flandres 2008 et 2009. Champion de Belgique de la course en ligne (2007, 2010 et 2013) et du contre-la-montre (2008 et 2010)
- 1980 :
  - Perdita Felicien, athlète de haies canadienne. Championne du monde d'athlétisme du 100 m haies 2003.
  - Corina Ungureanu, gymnaste roumaine. Championne du monde de gymnastique par équipes 1997 et 1999. Championne d'Europe de gymnastique au sol et par équipes 1998.
  - David West, basketteur américain.
- 1981 :
  - Hugues Duboscq, nageur de brasse français. Médaillé de bronze du 100 m brasse aux Jeux d'Athènes 2004 et du 100 et 200 m brasse aux Jeux de Pékin 2008. Médaillé de bronze du 100 m brasse aux Mondiaux de natation 2005 et médaillé d'argent du 100 m brasse aux Mondiaux de natation 2009. Médaillé d'argent du relais 4 × 100 m 4 nages et de bronze du 100 m brasse aux CE de natation 2002, médaillé d'argent du 50 m et 100 m brasse puis du relais 4 × 100 m 4 nages aux CE de natation 2004, médaillé d'argent du 100 m brasse et de bronze du 200 m brasse aux CE de natation 2008 puis Champion d'Europe de natation du 4 × 100 m 4 nages, médaillé d'argent du 100 m brasse et de bronze du 200 m brasse 2010.
  - Geneviève Jeanson, cycliste sur route canadienne. Victorieuse de la Flèche wallonne féminine 2000.
- 1982 :
  - Pero Antić, basketteur macédonien. Vainqueur des Euroligue de basket-ball 2012 et 2013.
  - Carlos Delfino, basketteur argentin. Champion olympique aux Jeux d'Athènes 2004 puis médaillé de bronze aux Jeux de Pékin 2008.
  - Yakhouba Diawara, basketteur français. (44 sélections en équipe de France).
  - Vincent Enyeama, footballeur nigérian. (101 sélections en équipe nationale).
  - Michael Phillips, joueur de rugby à XV gallois. Vainqueur des Grand Chelem 2008, 2012 et du Tournoi des Six Nations 2013. (94 sélections en équipe nationale).
- 1983 :
  - Jonathan Williams, athlète de haies bélizien.
- 1984 :
  - Ikram Mahjar, taekwondoïste marocaine. Championne d'Afrique de taekwondo des -51 kg 2003
  - Helge Meeuw, nageur allemand. Médaillé d'argent du relais 4 × 100 m 4 nages aux Jeux d'Athènes 2004. Champion d'Europe de natation du 50 m dos 2006.
  - Antoine Méo, pilote de motocross et de rallye-raid français.
- 1986:
  - Andrey Amador, cycliste sur route costaricien.
- 1987 :
  - Terry Bouhraoua, joueur de rugby à XV et de rugby à sept français. (10 sélections avec l'Équipe de France de rugby à sept).
  - Marine Rambaud, véliplanchiste française.
- 1988 :
  - Harry Aikines-Aryeetey, athlète de sprint britannique. Champion d'Europe d'athlétisme du relais 4×100m 2014 et 2018.
  - Bartosz Kurek, volleyeur polonais. Champion d'Europe masculin de volley-ball 2009. (259 sélections en équipe nationale).
  - Fritz Lee, joueur de rugby à XV samoan. Vainqueur du Challenge européen 2019. (10 sélections en équipe nationale).
- 1989 :
  - Patrik Auda, basketteur tchèque. (23 sélections en équipe nationale).
  - Vojtěch Hruban, basketteur tchèque.
  - César Lolohea, footballeur français.
- 1990 :
  - Youssouf M'Changama, footballeur franco-comorien. (58 sélections avec l'Équipe des Comores).
- 1991 :
  - Néstor Araujo, footballeur mexicain. Champion olympique aux Jeux de Londres 2012. (66 sélections en équipe nationale).
  - Anikó Kovacsics, handballeuse hongroise. victorieuse des Ligue des champions de handball féminin 2013 et 2014. (143 sélections en équipe nationale).
  - Damien Piqueras, rameur français. Champion du monde d'aviron en quatre de couple poids légers 2015 et 2017 puis médaillé d'argent du quatre de couple poids légers aux Mondiaux d'aviron 2016.
  - Nayo Raincock-Ekunwe, basketteuse canadienne.
  - Brandon Ubel, basketteur américain.
- 1992 :
  - Gary Graham, joueur de rugby à XV écossais. (4 sélections en équipe nationale).
- 1994 :
  - Cyrielle Banet, joueuse de rugby à XV française. Victorieuse du Grand Chelem 2018. (36 sélections en équipe de France).
  - Gabriele Detti, nageur italien. Médaillé de bronze du 400m nage libre et du 1 500m nage libre aux Jeux de Rio 2016. Champion du monde de natation du 800m 2017. Champion d'Europe de natation du 400m nage libre 2016.
- 1997 :
  - Ainsley Maitland-Niles, footballeur anglais. (5 sélections en équipe nationale).
- 1998 :
  - Bilal Boutobba, footballeur franco-algérien.
- 2000 :
  - Hélène Raguénès, céiste française. Championne du monde de canoë-kayak du sprint par équipes et médaillée de bronze par équipes 2018, du sprint par équipes 2019 et par équipes 2021.

### XXIesiècle
- 2002 :
  - Jefferson-Lee Joseph, joueur de rugby à XV et à sept français. Champion olympique aux Jeux de Paris 2024. (74 sélections avec l'équipe de France masculine de rugby à sept).
- 2003 :
  - Jed Drew, footballeur australien.
- 2004 :
  - Orri Óskarsson, footballeur islandais. (8 sélections en équipe nationale).
- 2005 :
  - Mamadou Sarr, footballeur franco-sénégalais. Champion d'Europe des moins de 17 ans 2022.
- 2008 :
  - Felipe Morais, footballeur brésilien.

## Décès

### XXesièclede1901à1950
- 1913 :
  - Louis Rigoulot, 69 ans, ingénieur et pilote de courses automobile français. (° 2 janvier 1844).
- 1918 :
  - Cecil Healy, 36 ans, nageur australien. Champion olympique du relais 4 × 200 m nage libre et médaillé d'argent du 100 m nage libre aux Jeux de Stockholm 1912. (° 28 novembre 1881).
- 1922 :
  - Vic Gonsalves, 34 ans, footballeur néerlandais. Médaillé de bronze aux Jeux de Londres 1908. (3 sélections en équipe nationale). (° 20 octobre 1887).

### XXesièclede1951à2000
- 1990 :
  - Luigi Beccali, 82 ans, athlète de demi-fond italien. Champion olympique du 1 500 m aux Jeux de Los Angeles 1932 et médaillé de bronze aux Jeux de Berlin 1936. Champion d'Europe d'athlétisme du 1 500 m 1934. (° 19 novembre 1907).

### XXIesiècle
- 2003 :
  - Michel Constantin, 79 ans, volleyeur puis acteur français. (° 13 juillet 1924).
- 2009 :
  - Sam Etcheverry, 79 ans, joueur de foot canadien puis entraîneur et joueur foot U.S. américain. (° 20 mai 1930).
  - Frank Gardner, 77 ans, pilote de courses automobile d'endurance australien. (° 1er octobre 1931).
- 2014 :
  - Kurt Bachmann, 78 ans, joueur de basket-ball philippin. (° 18 juillet 1936).
  - Marcel Volot, 97 ans, joueur de rugby à XV puis de rugby à XIII français. (5 sélections en équipe nationale). (° 27 juin 1917).
  - Björn Waldegård, 70 ans, pilote de rallye suédois. Champion du monde des rallyes 1979. (16 victoires en rallyes). (° 12 novembre 1943).
- 2015 :
  - Graham Leggat, 81 ans, footballeur puis entraîneur écossais. (18 sélections en équipe nationale). (° 20 juin 1934).
- 2017 :
  - Angélique Duchemin, 26 ans, boxeuse française. (° 26 juin 1991).
- 2018 :
  - Harold Hurley, 87 ans, joueur de hockey sur glace canadien. Médaillé d'argent lors des Jeux olympiques de 1960. (° 16 novembre 1929).
  - François Konter, 84 ans, footballeur puis entraîneur luxembourgeois. (77 sélections en équipe nationale). (° 20 février 1934).
- 2021 :
  - Jacques Rogge, 79 ans, skipper et joueur de rugby à XV puis médecin du sport et dirigeant sportif belge. (10 sélections avec l'équipe de Belgique de rugby à XV). Président du CIO de 2001 à 2013. (° 2 mai 1942).